# Suzanne Dekker
Pour les articles homonymes, voir Dekker.
Suzanne Dekker, née le 31 octobre 1949 à Amsterdam, est une femme politique néerlandaise.
Membre des Démocrates 66, elle siège au Parlement européen de 1979 à 1981 et à la Seconde Chambre des États généraux de 1981 à 1982. 